# Anders Nilsson (borgmästare)
Anders Nilsson, född i slutet av 1500-talet eller början 1600-talet, död 1646 eller 1647, var en svensk borgmästare och affärsman.
Nilsson var den första borgmästaren i Askersunds stad, han tillträdde samma år som Askersund fått sina stadsprivilegier, 1643. Innan dess hade han varit "faktor" i Arboga. Vid tiden för hans tillträde som borgmästare var han arrendator av Sundbo härad. Vidare drev han även ett faktori i Snavlunda som han uppbyggt.